# یادوونیکی (استان اشوی‌داشکسیه)
یادوونیکی (به لهستانی: Jadowniki) یک منطقهٔ مسکونی در لهستان است که در گمینا پاوووو واقع شده‌است. یادوونیکی ۷۵۰ نفر جمعیت دارد.